# Orthetrum pruinosum
Orthetrum pruinosum – gatunek ważki z rodziny ważkowatych (Libellulidae).